# ۳۵ هادسون یاردز
۳۵ هادسون یاردز (همچنین برج E) یک آسمان خراش با کاربری ترکیبی در منطقه غربی منهتن است که از واحدهای آپارتمانی و یک هتل تشکیل شده است. این ساختمان که در نزدیکی هلز کیچن، چلسی و منطقه ایستگاه پنسیلوانیا قرار دارد، بخشی از پروژه هادسون یاردز و طرحی برای توسعه مجدد محوطه‌های غربی سازمان حمل و نقل شهری است. اکنون یعنی فوریه ۲۰۲۴، این ساختمان بیست و هشتمین ساختمان بلند ایالات متحده است.

## تاریخچه
درخواست مجوز ساختمان در ژانویه ۲۰۱۵ ثبت و ساخت این ساختمان در سال ۲۰۱۵ آغاز شد. در ژوئیه ۲۰۱۶، این پروژه ۱٫۲ میلیارد دلار بودجه ساخت و ساز را از صندوق سرمایه‌گذاری بریتانیایی مدیریت صندوق سرمایه‌گذاری کودکان دریافت کرد. ۳۵ هادسون یاردز در ژوئن ۲۰۱۸ به حداکثر ارتفاع خود رسید و در سال ۲۰۱۹ تکمیل شد.
این ساختمان در ۱۵ مارس ۲۰۱۹ افتتاح شد و هتل آن در ژوئن افتتاح شد. بلومبرگ در اوت ۲۰۲۲ گزارش داد که ریلیتد کمپانیز در حال بررسی فروش هتل است.